# Helene Littmann
Helene Littmann, Pseudonyme E. Schütz und O. Lamare (* 1866 in Paris; † Juni 1945 in Baden) war eine österreichische Malerin, Schriftstellerin und Zeitungsbegründerin.

## Leben und Wirken
Helene Littmann wuchs in Halle auf und zog 1888 mit ihren Eltern nach Wien, wo sie bei dem Maler und Nordpolfahrer Julius von Payer Unterricht in Malerei nahm. Seit 1892 gab sie die Zeitschrift „Frauenleben“ heraus. 1896 gründete sie den „Österreichischen Hilfsverein für Beamtinnen“, dessen Präsidentin sie auch wurde.
In ihren Aufsätzen, die in verschiedenen Zeitschriften erschienen, behandelt sie die damals „Frauenfrage“ genannte Emanzipation.

## Veröffentlichungen
- Die Kunst der Frau (Ausstellung der Vereinigung bildender Künstlerinnen Österreichs in der Sezession). In: Mitteilungen der Vereinigung der arbeitenden Frauen 8. Jg., Nr. 80, Dezember 1910.
- Ein Beamtinnenheim in Paris. In: Mitteilungen der Vereinigung der arbeitenden Frauen 5. Jg., Nr. 50, Februar 1908 * Großstadtsaison – eine Rückschau. In: Mitteilungen der Vereinigung der arbeitenden Frauen 8. Jg., Nr. 76, August 1910.
- Häusliche Frauenberufe. Allgemeines. – Die einzelnen Berufe. – Nachfrage, Angebot, Gehalt (etc.). Vetter, Wien 1914 (Signatur der ÖNB: 503.794-A).
- Kalender (Calender). Hrsg. von dem Bund österreichischer Frauenvereine. Red. von Helene Littmann. Moritz Perles, Wien 1913.
- Bestand: Jg. 1.1913, 2.1914, Jg 2 u.d.T.: Jahrbuch des Bundes österreichischer Frauenvereine mit Kalender (Signatur der ÖNB: 492.414-A).